# Dar-i Ahanin
Dar-i Ahanin («Porta de Ferro») és el nom d'alguns colls de muntanya de l'orient musulmà.
El més famós és el de Mawara al-Nahr (Transoxiana) a la serralada de Bayusuntare, prop de la vila de Derbent entre Samarcanda i Tirmidh a l'Uzbekistan, que ja fou descrit pel viatger xinès Hsuan Tsang el 630, i pel qual va passar Ruy González de Clavijo el 1404 durant la seva anada a la cort de Tamerlà.